# Айсилу Ягафарова
Айсилу Ягафарова (на башкирски: Айһылыу Шәйхетдин ҡыҙы Йәғәфәрова; на руски: Айсылу Шайхутдиновна Ягафарова) е башкирска преводачка, драматуржка, поетеса и писателка, авторка на произведения в жанровете драма, детска литература, лирика и документалистика.

## Биография и творчество
Ягафарова е родена на 3 септември 1948 г. в село Ахметово, Башкирска АССР, РСФСР, СССР. През 1967 г. завършва гимназия в Ишимбай и същата година започва работа в новооткритата детска градина в село Красная Башкирия в Абзелиловски окръг. През 1974 г. завършва Башкирския държавен университет. След дипломирането си продължава да работи в детската градина и става неин ръководител през 1976 г.
Дебютира в литературата в началото на 1970-те години с първия си сборник с поезия за деца „Муйынса“ („Огърлица“). В следващите години се утвърждава като популярна авторка на произведения за деца – сборници с разкази, приказки и стихотворения. Разказите ѝ се отличават с оригиналност, образност, искреност.
За работата ѝ през 1986 г. е удостоена с Орден „Червено знаме на труда“. От 1989 г. е член на Съюза на писателите на СССР.
Романът ѝ „Киленнәр“ („Дъщери“), издаден в 2 части през 1993 и 1995 г., прославя героизма на полетата на Великата Отечествена война и самоотвержения и нерадостен труд на жените в тила. За романа получава башкирската държавна литературна награда „Ким Ахметянов“ (на името на писателя Ким Ахметянов).
Пиесата ѝ „Кыпчак кызы“ („Дъщеря на степите“) е поставена в Башкирския драматичен театър „Мажит Гафури“ през 2001 г. Нейните пиеси се играят в различни театри на републиката.
Тя прави преводи на башкирски на разкази на Александър Пушкин и стихове на Агния Барто, Корней Чуковски и Самуил Маршак.
Съавтор е на христоматията за деца от детските градини „Җәйгор“.
Тя е заслужил педагог на народното образование (1992) и на културата (1993) на Република Башкортостан. През 2008 г. получава наградата „Рамзила Хисаметдинова“ (на името на башкирската писателка Рамзила Хисаметдинова).
Айсилу Ягафарова живее със семейството си в Абзелиловски окръг на Република Башкортостан.

## Произведения

### Самостоятелни романи
- Киленнәр – 2 части (1993, 1995)

### Детска литература
- Муйынса (1973) – стихове
- Чәнечкеле күлмәк (1973)
- Саескан-хат ташучы (1983)
- Алтын тарак (1986)
- Курай (1989)
- Җил патшалыгында (1993)
- Зәңгәр чәч (1996)
- Сандугач җыры (2001)
- Тирмәкәй (2005)

### Пиеси
- Кыпчак кызы (2001)

### Документалистика
- Җәйгор (1992 – 1995) – христоматия за предучилищна възраст